# Clarksville, Arkansas
Clarksville är en stad (city) i Johnson County, i delstaten Arkansas, USA. Enligt United States Census Bureau har staden en folkmängd på 9 251 invånare (2011) och en landarea på 47,9 km². Clarksville är huvudort i Johnson County.